# 홍콩 레인저스 FC
홍콩 레인저스 FC(流浪足球會)는 간단히 레인저스(Rangers), 또는 현재 클럽 후원사로 인해 비우춘 레인저스(Biu Chun Rangers)로도 불리우며. 현재 홍콩 프리미어리그에 소속되어 있는 홍콩의 축구 클럽이다. 클럽은 홍콩 1부 리그 1회, 시니어 실드에서 4회, 홍콩 FA 컵에서 2회 우승했다.

## 선수 명단

### 현역
참고: FIFA 자격 규정에 따라 소속된 국가대표팀 국기를 표시합니다. 선수는 복수의 FIFA 비회원국 국적을 가지고 있을 수 있습니다.
| 번호 | 포지션 | 국적 | 이름            |
| ---- | ------ | ---- | --------------- |
| 26   | MF     |      | 아키토 오카모토 |
| 33   | DF     |      | 페르난두 로페스 |

| 번호 | 포지션 | 국적 | 이름            |
| ---- | ------ | ---- | --------------- |
| 70   | MF     |      | 길례르메 비테코 |
| 77   | FW     |      | 루이지뉴        |

## 역대 감독
| 감독   | 임기        |
| ------ | ----------- |
| 김판곤 | 2003 ~ 2004 |
| 웡진훙 | 2018 ~ 2023 |
| 웡진훙 | 2024 ~      |